# كارل كيث
كارل كيث (بالإنجليزية: Carl D. Keith)‏ (و. 1920 – 2008 م) هو كيميائي من الولايات المتحدة الأمريكية . 
توفي في نيوبيرن، عن عمر يناهز 88 عاماً.

## التعليم
تعلم في جامعة دي بول، وجامعة إنديانا

## جوائز
حصل على جوائز منها:
- قلادة العلوم الوطنية الأمريكية في مجال التكنولوجيا والإبتكار (2002).